# (37208) 2000 WK104
2000 WK104 (asteroide 37208) é um asteroide da cintura principal. Possui uma excentricidade de 0.09612710 e uma inclinação de 4.80459º.
Este asteroide foi descoberto no dia 27 de novembro de 2000 por LINEAR em Socorro.